# Фритцше, Клаус
Клаус Фритцше (нем. Claus Fritzsche) — немецкий писатель, во время Второй мировой войны стрелок-радист люфтваффе, взятый в плен в 1943 году.

## Биография
Родился в 1923 году в семье учителя, фронтовика и инвалида Первой Мировой войны. В 1941-42 годах окончил курсы бортрадиста, фельдфебель.
1 июня 1943 года направлен на Восточный фронт. Служил стрелком-радистом 100 эскадры бомбардировщиков «Викинг» (KG 100) базирующуюся в Сталино на Украине. 13 июня 1943 года — первый боевой вылет — ночной рейд на нефтеперерабатывающий завод под Саратовом. На следующий день — второй.
19 июня 1943 года — третий боевой вылет на задание по уничтожению судов в дельте Волги («Хейнкель-111» 3-й эскадрильи KG 100. Бортовой номер — 6N+FL, командир — майор Пауль Клаас).
Бомбардировщик был повреждён над Каспийским морем (огнём канонерской лодки «Ленин» либо зенитками грузового парохода «Меридиан») и сел на воду. Экипаж был подобран советскими войсками.
Провел почти шесть лет (с пленения летом 1943 по апрель 1949) в Советском Союзе в качестве военнопленного.
Вначале был в земляночном лагере «Пыра на торфу» (Дзержинск), затем в лагере № 469/3 на заводе № 96 «Заводстрой» («Капролактам»), потом в лагере № 165.
В плену выучил русский язык, учился в антифашистской школе, играл в лагерном оркестре. По-русски его называли Колей.
По возвращении в ГДР работал техническим переводчиком.
В январе 1954 года открыл собственное бюро переводов в ГДР.
Через 8 лет снова побывал в Советском Союзе.
Умер 14 июля 2017 года в Германии. Похоронен в Дрездене.

### Лично написанные
- TECHNIK-WÖRTERBUCH KRAFT- UND ARBEITSMASCHINEN UND FÖRDERTECHNIK (1964)
- Wörterbuch des Hütten- und Walzwerkwesens (1966)
- Немецко-русский словарь по энергетическому и подъёмно-транспортному оборудованию (1970)
- DAS ZIEL — ÜBERLEBEN: Sechs Jahre hinter Stacheldraht (2001)
- Цель — выжить. Шесть лет за колючей проволокой (2001)
- Вынужденная посадка. Записки немецкого военнопленного (2006)
- Воздушный стрелок (2009)
- EESMÄRK OLI ELLU JÄÄDA (2011)

### Написанные в соавторстве
- «Волкодавы» Берии в Чечне. Против Абвера и абреков (2012) — соавтор Юлия Нестеренко

## Интересные факты
Для Юрия Костина Клаус Фритцше стал одним из прототипов и консультантом романа «Немец» (2006): вначале он направил Фритцше несколько глав и попросил дать рецензию, а затем отправлял отрывки, в которые Фритцше вносил уточнения по фактическим деталям.